# Claiborne Pell
Claiborne de Borda Pell, né le 22 novembre 1918 à New York et mort le 1er janvier 2009 à Newport (Rhode Island), est un homme politique américain, membre du Parti démocrate et sénateur fédéral pour Rhode Island de 1961 à 1997.

## Biographie
Claiborne Pell est issu d'une famille fortunée et investie en politique : cinq de ses ancêtres, dont son père, ont été élus au Congrès des États-Unis.
Diplômé en histoire à Princeton en 1940, il sert dans la United States Coast Guard durant la Seconde Guerre mondiale. Il reste réserviste des gardes côtes jusqu'en 1978. En 1946, après avoir participé à la conférence de San Francisco, il décroche son master en relations internationales de l'université Columbia. De 1945 à 1952, il travaille pour le département d'État des États-Unis, en Europe (Tchécoslovaquie et Italie) et à Washington. Dans les années 1950, il devient banquier d'affaires.

### Sénateur des États-Unis
En 1960, Pell se présente au Sénat des États-Unis à Rhode Island. Durant la primaire démocrate, il bat deux anciens gouverneurs de l'État. Il est ensuite élu sénateur. Il est réélu en 1966, 1972, 1978, 1984 et 1990 avec en moyenne 64 % des suffrages.
Dans les années 1960, il est l'auteur du texte créant le National Endowment for the Arts et le National Endowment for the Humanities, des mécanismes de subventions fédérales dans le domaine des arts et des sciences humaines. Il est principalement connu pour être à l'origine du Basic Educational Opportunity Grant de 1972, un programme de bourses pour les étudiants défavorisés et des classes moyennes. Sous son impulsion, l'aide financière est versée aux étudiants et non aux universités, sur le modèle du programme pour les vétérans. Le programme est renommé Pell Grant en 1980. 
Durant sa carrière, il préside la commission du Sénat sur les règles et l'administration (95e et 96e congrès) et celle des affaires étrangères (du 110e au 113e congrès).
Touché par la maladie d'Alzheimer, il n'est pas candidat à un nouveau mandat en 1996. En son honneur, le pont de Newport est renommé « Claiborne Pell Newport Bridge » et l'université Salve Regina créé le Pell Center for International Relations and Public Policy (en). Il meurt le 1er janvier 2009 dans sa maison de Newport.

## Positions politiques
Pell est un démocrate libéral (au sens américain du terme), défenseur du droit à l'avortement, des syndicats et du contrôle des armes à feu.
En matière de politique étrangère, il s'est montré très critique sur la guerre du Viêtnam — après avoir voté pour l'intervention des États-Unis en 1964 — et s'est opposé aux interventions américaines en Amérique du Sud et dans les Balkans. Il s'est prononcé pour la fin de l'embargo sur Cuba ainsi que pour la réduction des arsenaux nucléaires.